# Präsidentschaftswahl in Indien 1982
Die Präsidentschaftswahl in Indien 1982 fand am 12. Juli 1982 statt. Es war die achte Wahl des Staatspräsidenten in Indien seit der Unabhängigkeit. Gewählt wurde der offizielle Kandidat der Kongresspartei, Giani Zail Singh. Er war der erste und bislang einzige Sikh im höchsten indischen Staatsamt.

## Vorgeschichte
| Bundesstaat       | Stimmgewicht |
| ----------------- | ------------ |
| Andhra Pradesh    | 152          |
| Assam             | (128)        |
| Bihar             | 174          |
| Gujarat           | 147          |
| Haryana           | 112          |
| Himachal Pradesh  | 51           |
| Jammu und Kashmir | 83           |
| Karnataka         | 136          |
| Kerala            | 152          |
| Madhya Pradesh    | 130          |
| Maharashtra       | 187          |
| Manipur           | 18           |
| Meghalaya         | 17           |
| Nagaland          | 9            |
| Orissa            | 149          |
| Punjab            | 116          |
| Rajasthan         | 129          |
| Sikkim            | 7            |
| Tamil Nadu        | 176          |
| Tripura           | 26           |
| Uttar Pradesh     | 208          |
| Westbengalen      | 151          |

Bei der indischen Parlamentswahl 1980 hatte Indira Gandhis Kongresspartei einen erdrutschartigen Wahlsieg über die zerstrittenen Oppositionsparteien (insbesondere die Janata Party und Lok Dal) errungen und eine Zweidrittelmehrheit der Mandate in der Lok Sabha erreicht. Auch bei den meisten Wahlen zu den Parlamenten der Bundesstaaten war die Kongresspartei erfolgreich. Die Mehrheitsverhältnisse im Wahlkollegium (Electoral College), das nach der indischen Verfassung jeweils den Präsidenten für 5 Jahre wählt, waren damit klar. Die Amtszeit des amtierenden Präsidenten Neelam Sanjiva Reddy ging am 24. Juli 1982 zu Ende.
Versuche der Oppositionsparteien, einen gemeinsamen Konsensus-Kandidaten zu benennen wurden durch Indira Gandhi blockiert. Daraufhin einigten sich die meisten oppositionellen Parteien auf Hans Raj Khanna, einen parteilosen ehemaligen Richter am Obersten Gericht (Supreme Court of India) als gemeinsamen Kandidaten.
Seit den 1970er Jahren hatte sich das politische Klima im Bundesstaat Punjab immer mehr radikalisiert. Radikale Sikhs gingen auf Konfrontationskurs zur indischen Bundesregierung. Um den Sikhs entgegenzukommen, entschied sich Indira Gandhi daher für die Nominierung eines Sikhs, des ehemaligen Chief Ministers von Punjab, Giani Zail Singh. Singh, der über wenig Bildung verfügte und sich intellektuell nicht an seinen Amtsvorgängern messen konnte, wurde von der Opposition vielfach als reine Marionette der Premierministerin gesehen, dessen Hauptqualifikation für das Amt die bedingungslose Loyalität zu Indira Gandhi war. Von ihm wurde der Ausspruch kolportiert, dass er auch einen Besen nehmen und den Arbeitsraum von Indira Gandhi kehren würde, wenn diese ihn dazu aufforderte.
Singh wurde durch die Kongresspartei, den größten Teil von Akali Dal im Punjab, AIADMK und DMK in Tamil Nadu, JKNC in Jammu und Kashmir, die Muslim League in Kerala und weitere kleine Parteien unterstützt. Janata Party, Lok Dal, BJP, Congress (S), die kommunistischen Parteien CPM und CPI und andere unterstützten Khanna.

## Wahlablauf und -ergebnis

Mehrheiten nach Bundesstaaten:

Am 9. Juni 1982 wurden der Wahltermin und die damit zusammenhängenden Fristen bekanntgegeben. Kandidaten konnten bis zum 23. Juni 1982 nominiert werden. Insgesamt wurden 58 Nominierungen eingereicht, wobei einige Kandidaten mehrfach benannt wurden. Am 24. Juni 1982 wurde über die Nominierungen entschieden, wobei alle Nominierungen, außer in den Fällen Singh bzw. Khanna, aufgrund von formalen Mängeln (z. B. Nicht-Bezahlung der Gebühr) abgewiesen wurden. Bei der Wahl standen sich damit nur zwei Kandidaten gegenüber. Die Wahl fand am 12. Juli 1982 statt.
Das Wahlkollegium setzte sich formal aus 524 gewählten Lok Sabha- und den 232 gewählten Rajya-Sabha-Abgeordneten, sowie 3.827 Abgeordneten aus den Parlamenten der Bundesstaaten zusammen. Da der Bundesstaat Assam unter president’s rule stand, nahmen seine Abgeordneten nicht an der Wahl teil. Die Stimmgewichte der Bundesstaaten waren aufgrund der Volkszählung von 1971 festgelegt worden und seit der letzten Wahl 1977 unverändert geblieben.
Die Auszählung der Stimmen erfolgte am 15. Juli 1982.
| Kandidat         | Gewichtete Stimmen | in Prozent |
| ---------------- | ------------------ | ---------- |
| Giani Zail Singh | 754.113            | 72,73      |
| Hans Raj Khanna  | 282.685            | 27,27      |
| Gesamt           | 1.036.798          | 100,0      |

Giani Zail Singh wurde für gewählt erklärt und trat sein Amt am 25. Juli 1982 an.